# Joël Guerriau
Joël Guerriau (Uckange, 9 de noviembre de 1957) es un político francés. En 2011 fue elegido senador centrista de Loira Atlántico y es miembro de la mayoría presidencial al unirse al partido Horizontes en 2022.
En noviembre de 2023, fue acusado de haber drogado a Sandrine Josso, lo que él niega. Está imputado y suspendido de su partido.

## Biografía

### Trayectoria profesional
Joël Guerriau estudió en la Universidad Panthéon-Sorbonne, obteniendo un DEA en economía monetaria y bancaria.Fue director de proyectos y luego subdirector de banca electrónica en Crédit du Nord (1982-1988), subdirector de desarrollo responsable de banca electrónica y marketing en la confederación nacional de Crédit Mutuel y miembro del comité ejecutivo de tarjetas bancarias (1988). -1989).
Es profesor de marketing en la Universidad de Clermont-Ferrand 1 y en la dirección de la HEC (1990-1996).
Es director de desarrollo, miembro del comité de dirección general de las federaciones Crédit Mutuel de Nantes y Angers (1992-1996), director de red del grupo Nantes, luego director central del Crédit Mutuel de Loire-Atlantique Centre Ouest (1997-2005).
Preside Finanzas y Pedagogía  (2005-2011).
De septembre 2005 a septembre 2011, fue director general de la Federación Nacional de Cajas de Ahorros, luego, de 2008 a 2011, vicepresidente del Instituto Mundial de Cajas de Ahorros.
También es autor de libros para niños.

### Carrera política
A los 37 años fue elegido alcalde de una localidad de 26 000 habitantes, Saint-Sébastien-sur-Loire. Fue reelegido en 2001 con 70,3 % de los votos y, en 2008, contra el diputado de Loira Atlántico Dominique Raimbourg con 58,79 % de votos, luego en 2014 con 62,64 % de votos. Dejó el cargo el 9 de octubre de 2017 debido a la ley sobre mandatos no acumulativos y fue reemplazado por su primer adjunto Laurent Turquois.
Elegido consejero general de Loira Atlántico (cantón de Nantes-10) en 1996, su mandato fue renovado en 2001 y luego en 2008, a partir del 1 gira, hasta 18 de octubre de 2011.
Senador del Loira Atlántico, es vicepresidente del grupo Les Indépendants, vicepresidente de la comisión de Asuntos Exteriores y de Defensa, miembro de la oficina del Senado.
En 2022 se incorporó al partido Horizontes, fundado por el ex-primer ministro, Édouard Philippe.

## Controversias
Llegó a los titulares en diciembre de 2016 al publicar una foto de un pene erecto en un tuit en respuesta al senador Bruno Retailleau. Había afirmado haber sido hackeado, indicando que sus colaboradores también estaban tuiteando en su nombre. Habiendo anunciado primero que quería presentar una denuncia, finalmente desistió, indicando que «el asunto se había resuelto internamente».

### Acusación de haber drogado a la diputada Sandrine Josso

#### Hechos cargados
La tarde del 14 de noviembre de 2023, el senador concertó un encuentro con la diputada Sandrine Josso en su casa, con quien mantiene vínculos amistosos. Más tarde ella dijo que se sentía mal y se vio obligada a abandonar el lugar rápidamente. Según el abogado de la diputada, esta vio al senador coger una pequeña bolsa de plástico que contenía algo blanco. Hospitalizada inmediatamente para ser sometida a exámenes, fue sometida a muestras cuyo análisis reveló la presencia de éxtasis en su cuerpo.
Durante los registros se encontró éxtasis en la casa del senador, Guerriau niega los hechos, y alega un error de manipulación: supuestamente obtuvo de un colega senador un elemento «eufórico» que se supone que lo ayudaría en un período «oscuro», lo habría puesto en un vaso, olvidado, y habría utilizado este vaso por error para servir a Sandrine Josso.

#### Consecuencias judiciales y políticas
El 16 de noviembre de 2023, Guerriau fue detenido en su domicilio parisino y puesto bajo custodia policial por «administración a una persona, sin su conocimiento, de una sustancia que pueda afectar su juicio o el control de sus acciones, con el objetivo de cometer una violación o agresión sexual» por la policía judicial tras una denuncia de Josso. Al haberse abierto el procedimiento por flagrante delito, su detención policial no requirió el levantamiento de su fuero parlamentario. Al finalizar su detención policial, el senador fue imputado y puesto bajo supervisión judicial.
El 18 de noviembre fue suspendido de su partido Horizontes, que también inició un procedimiento disciplinario que podría conducir a su exclusión permanente , y de su grupo parlamentario (Les Indépendants).

## Distinciones
- Legión de Honor[18]
- Orden de las Palmas Académicas[19]
- Orden de la Nube Propicia (Taiwán) - junio de 2022[20]

## Libros
- Con Mathieu Redelsperger, L'Énigme de la clef du père Noël, D'Orbestier, 2013ISBN 978-2842381684
- Avec Mathieu Redelsperger (2012). La Mystérieuse Disparition des rennes du père Noël. D'Orbestier. ISBN 978-2-84238-145-5.
- La Longue-vue de Jules Verne (en francés). Laval: Siloë. 2005. p. 189. ISBN 2-84231-339-9.
- Le Secret de Fergie la Sorcière (en francés). Nantes: Siloë. 2004. p. 119. ISBN 2-912034-10-8.
- Ici sera la Paix (en francés). La Mothe-Achard: Offset 5. 2003. ISBN 2-908752-43-3.
- Con Bruno Barbier, Fergie et la Mandrago, Éditions de la Duchesse Anne, 1994